# Sacra conversazione
Sacra conversazione (em italiano significa "sagrada conversa") é um género pictórico no contexto da pintura religiosa, muito habitual a partir do Renascimento, com o Quattrocento italiano e os primitivos flamencos. Sob esta convenção, representa-se a Madonna (Virgem com o Menino) acompanhada de alguns santos com os quais mantém uma relação informal com poses até certo ponto relaxadas, não hieráticas como era habitual na pintura medieval, e numa cena conjunta, em vez de cenas separadas (embora possam ocupar tábuas diferentes dentro de um políptico). Apesar do uso do termo conversa, as personagens não aparecem a falar, mas em atitude silenciosa. A razão teológica é que todos eles estão em gozo da glória, e podem imaginar-se mantendo um colóquio sobre temas religiosos.

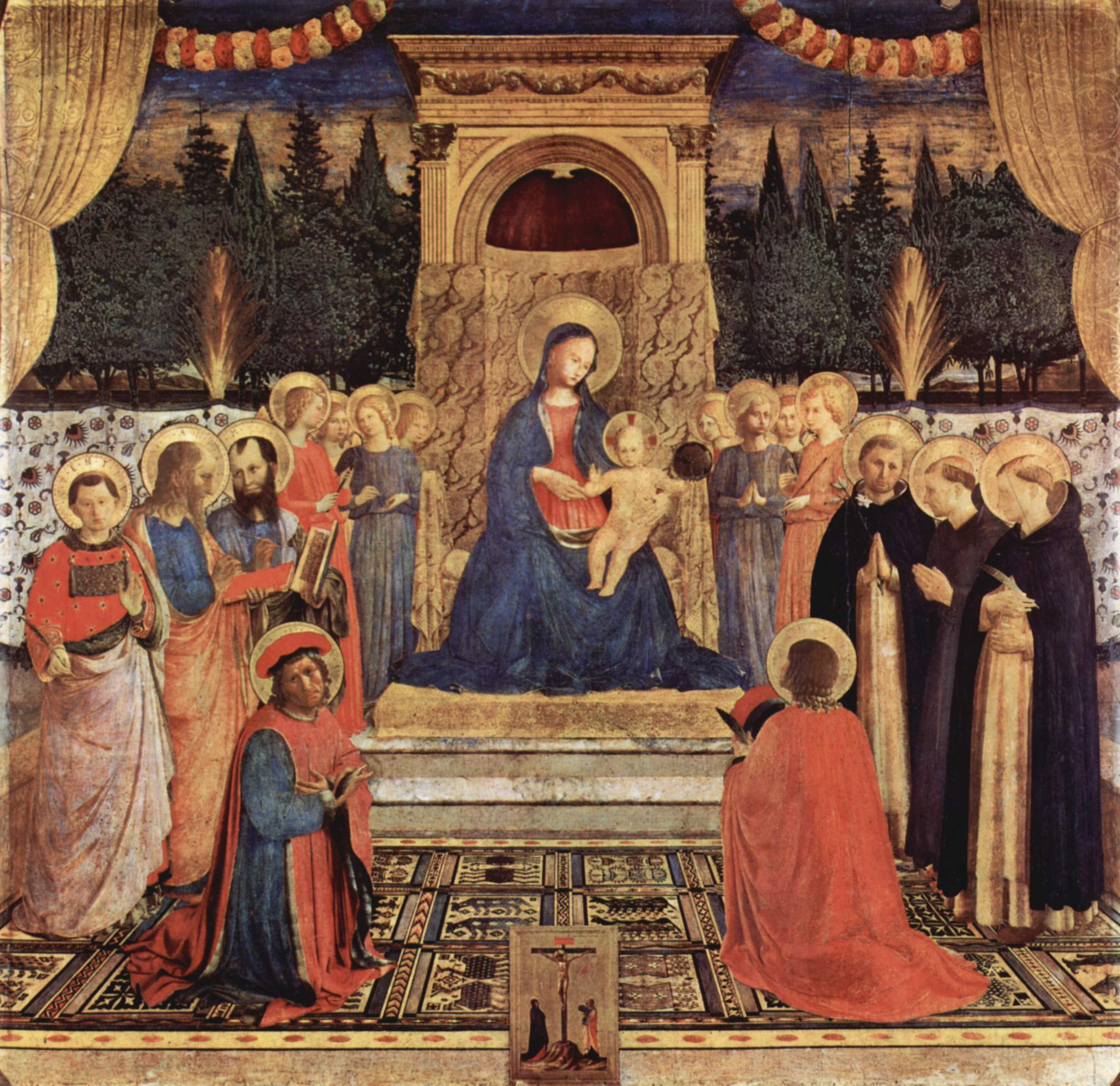
Pala di San Marco, de Fra Angelico, c. 1440.

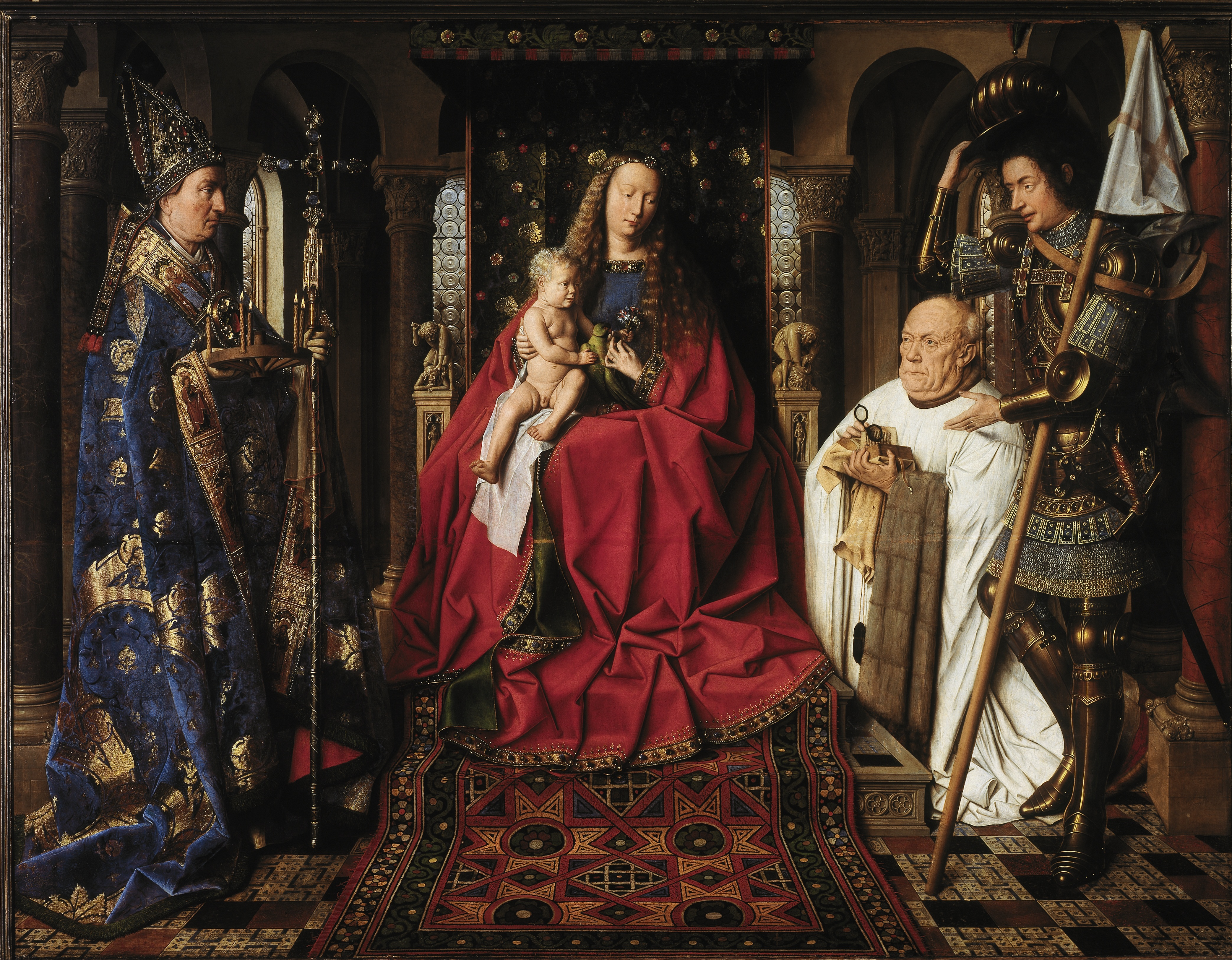
Virgem com o cónego van der Paele, de Jan van Eyck, 1436.

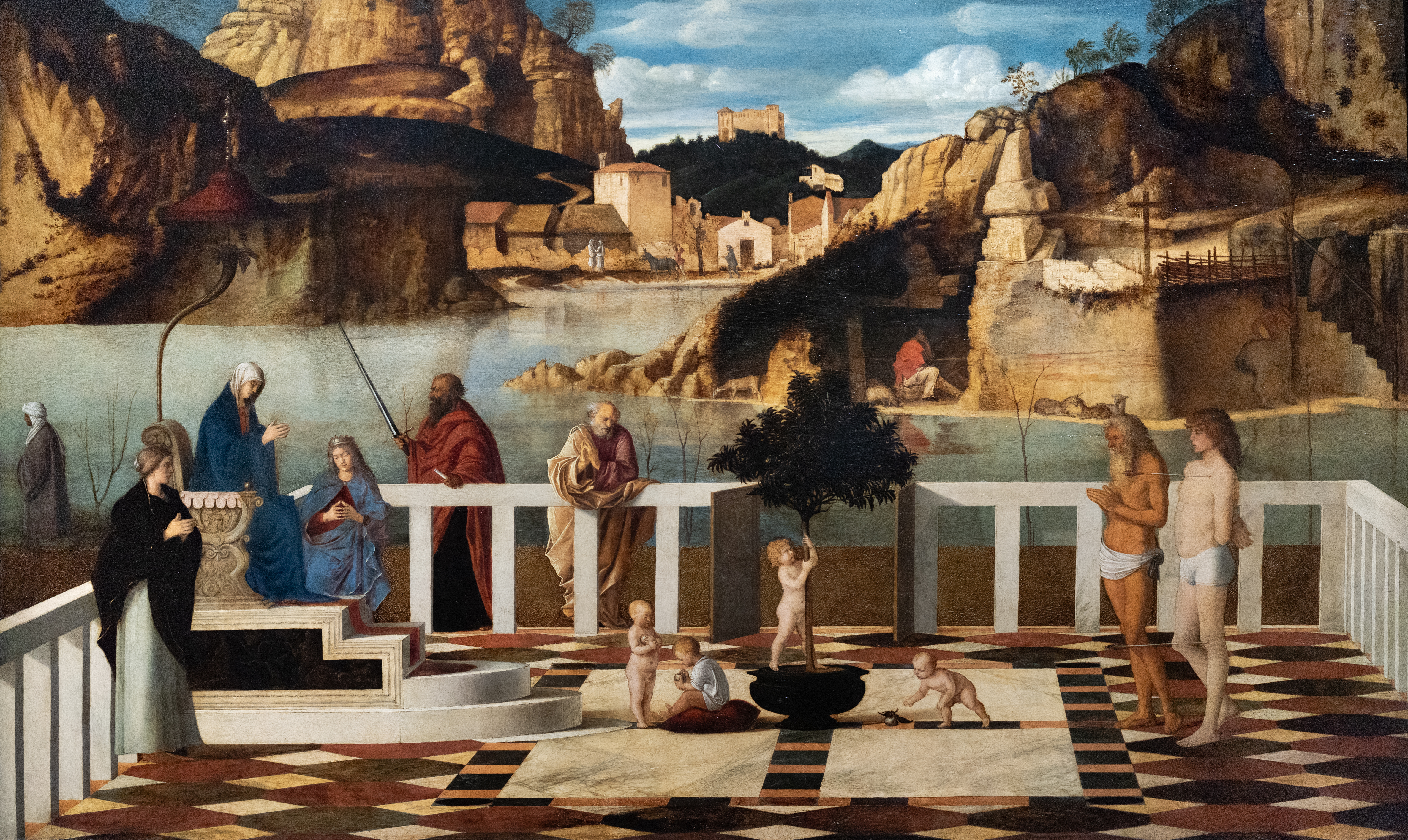
Alegoria cristã, de Giovanni Bellini, c. 1490.

Também costuma representar-se o comitente (o que encomenda e paga a peça) ou doador (quando a encomenda é uma doação a uma instituição religiosa), habitualmente numa posição subordinada e ajoelhada, como orante. É característica a localização da cena num contexto arquitetónico ou sob um dossel, que cobre o trono no qual se encontram a Virgem e o Menino.
Os primeiros exemplos foram, em Itália, a Pala di Annalena e a Pala di San Marco de Fra Angelico (entre 1430 e 1440), e na Flandres a Virgem com o cónego van der Paele de Jan van Eyck (1436). Quase contemporânea, a Pala Barbadori de Filippo Lippi (1437-1438) e  Retábulo de Santa Luzia de Domenico Veneziano (1445); e a Madonna Medici do flamenco Roger van der Weyden (h. 1450). 

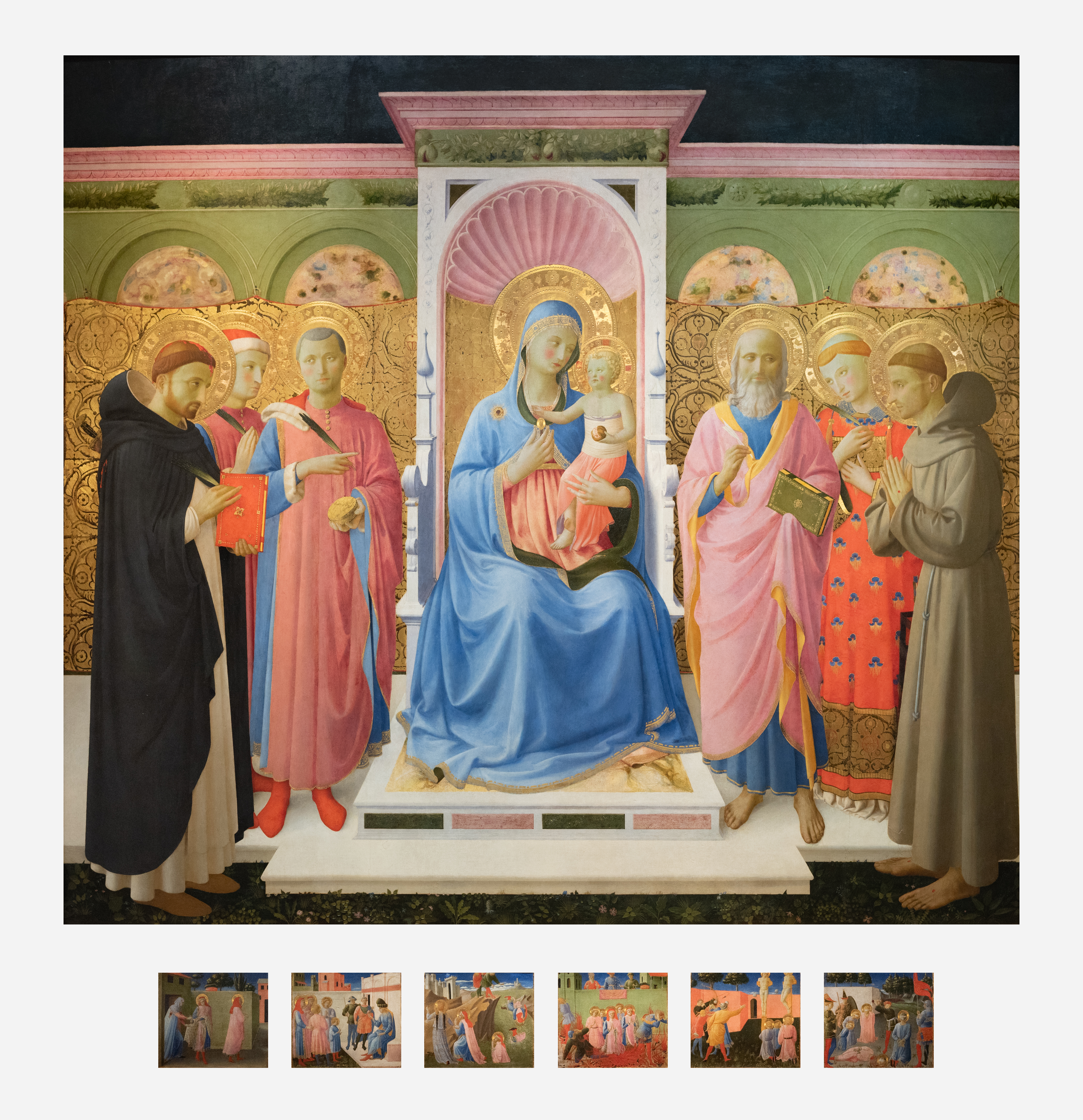
Pala di Annalena, de Fra Angelico, ca. 1430-1440.
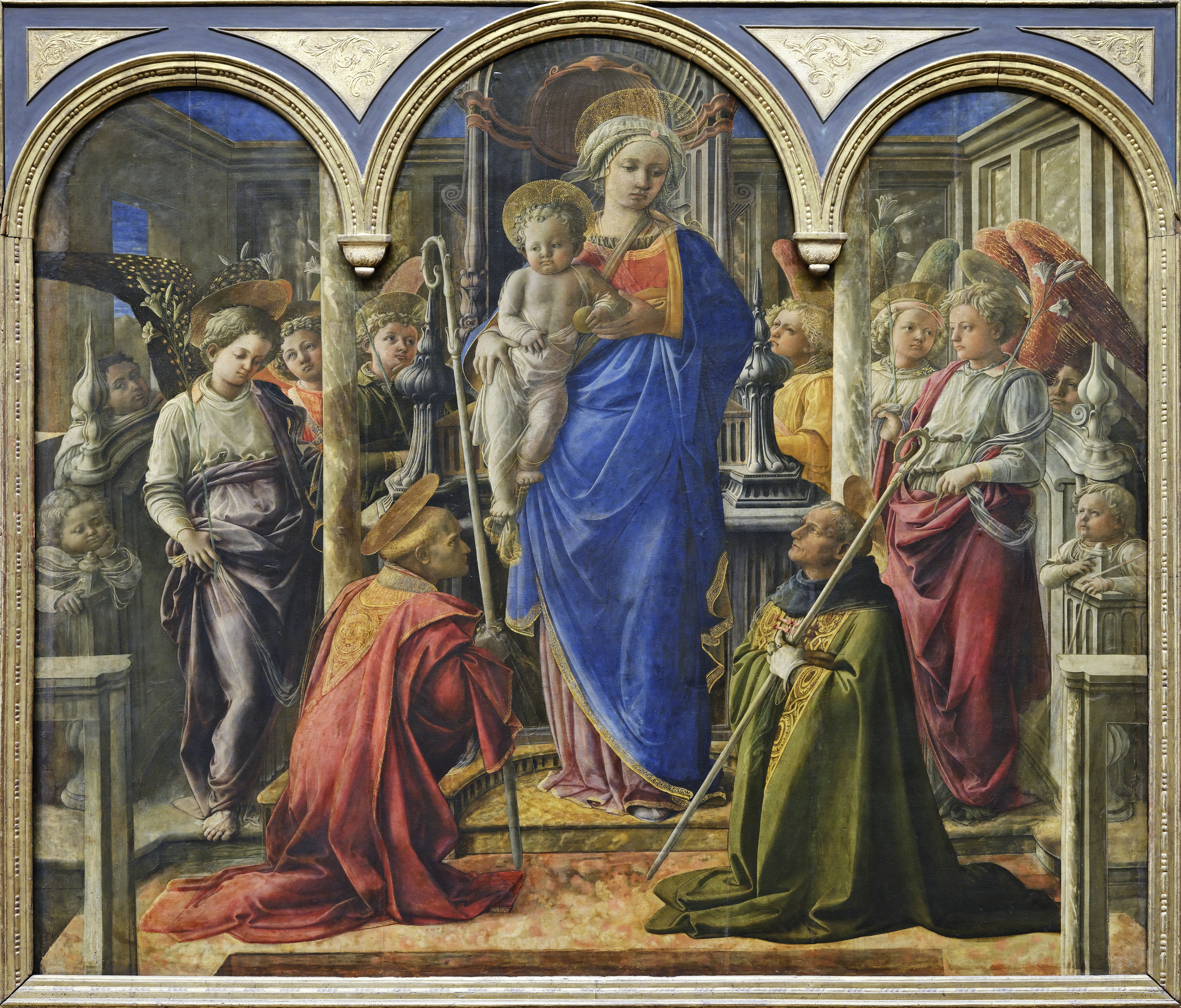
Pala Barbadori, de Filippo Lippi, 1437-1438.
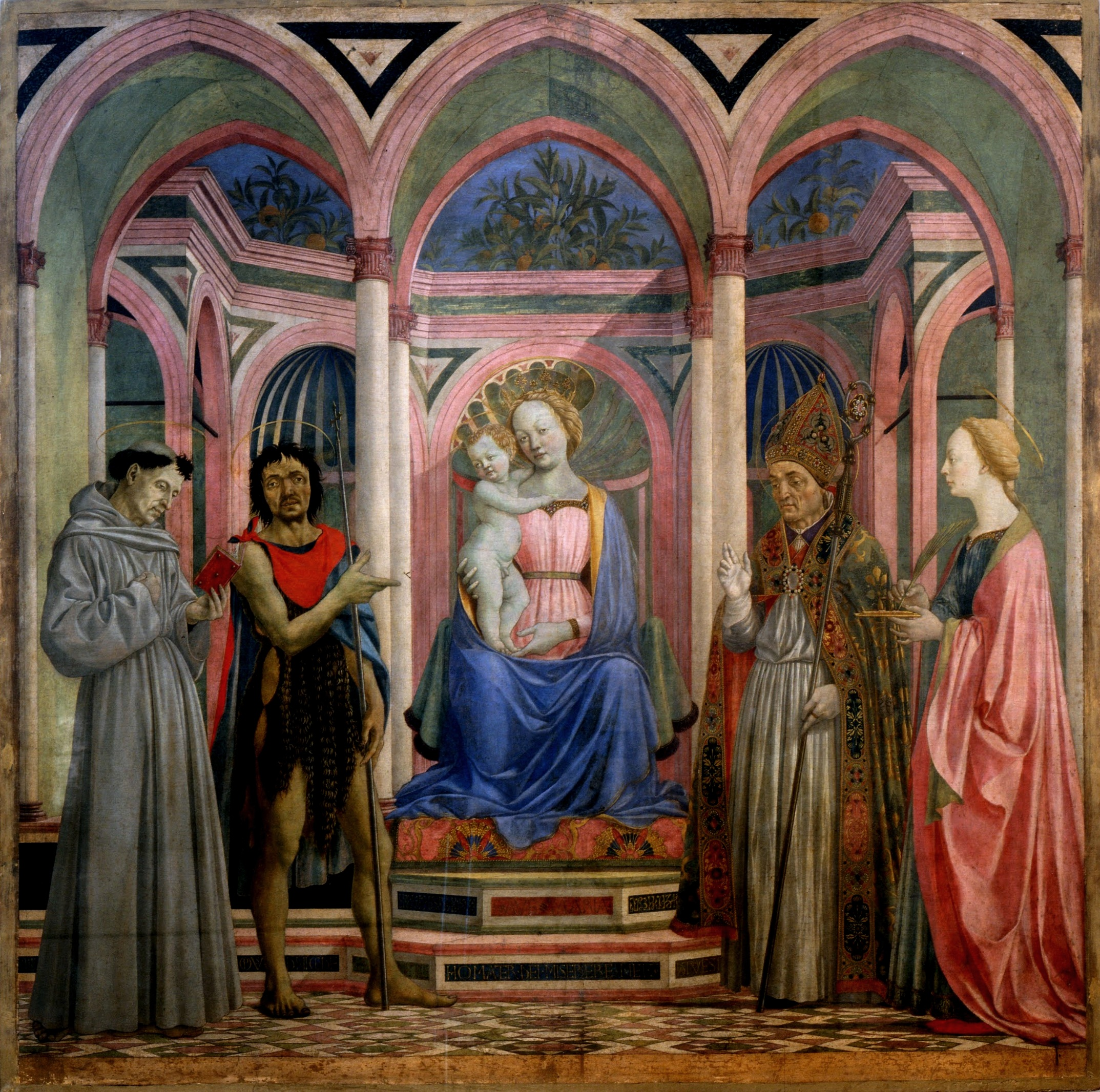
Retábulo de Santa Luzia Domenico Veneziano, c. 1445.
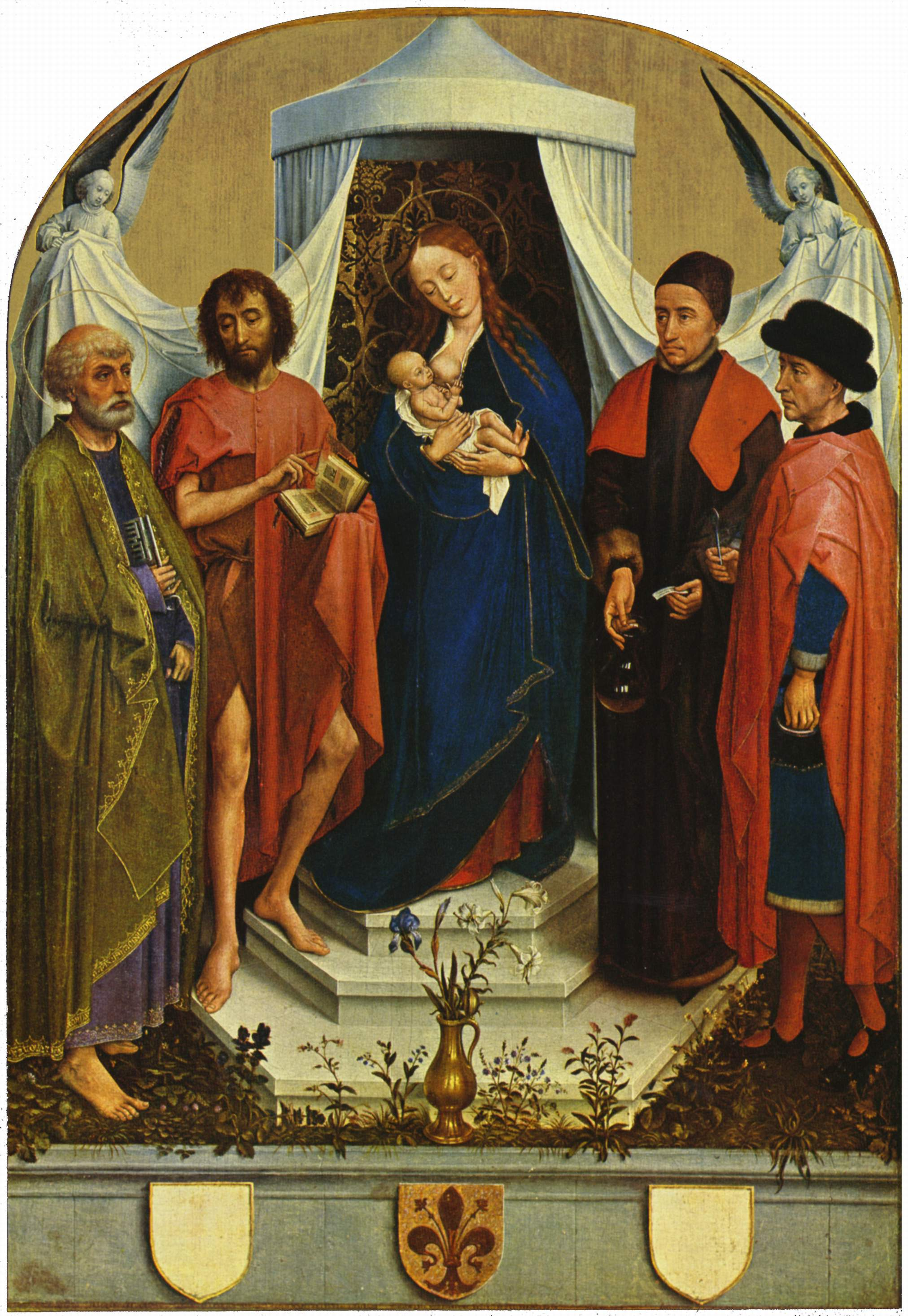
Madonna Medici, A Virgem e o Menino e São Pedro, São João, São Cosme e São Damião, de Roger van der Weyden, c. 1450.

Outras, de finais do século XV, são a de Piero della Francesca (Pala di Brera, 1472), a de Antonello da Messina (Pala de San Casiano, 1475-1476), as de Giovanni Bellini (Retábulo de San Giobbe, Tríptico Frari, Alegoría cristiana) ou a de Sandro Botticelli (Pala de San Bernabé, 1490).

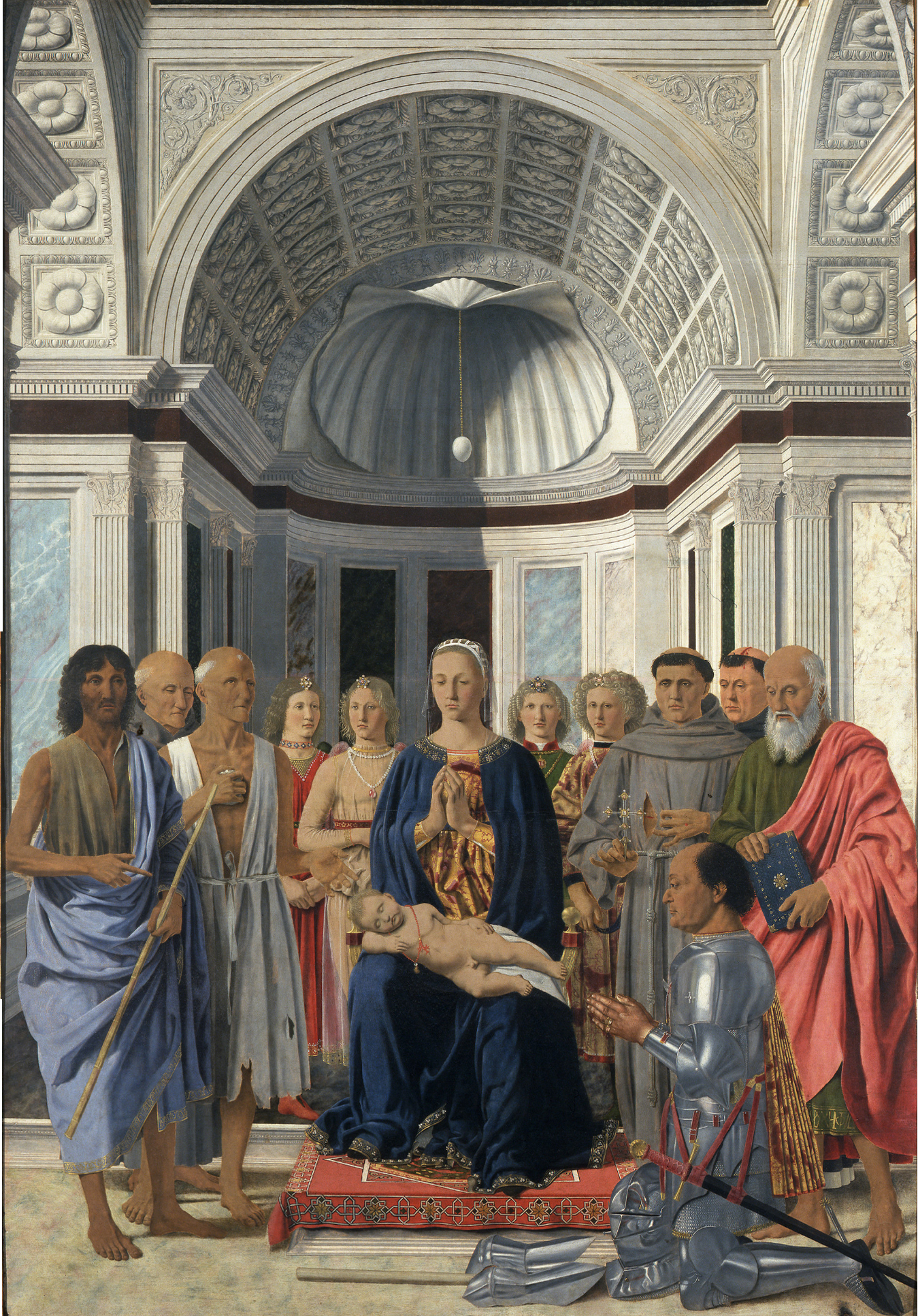
Piero della Francesca, Pala di Brera, 1472.
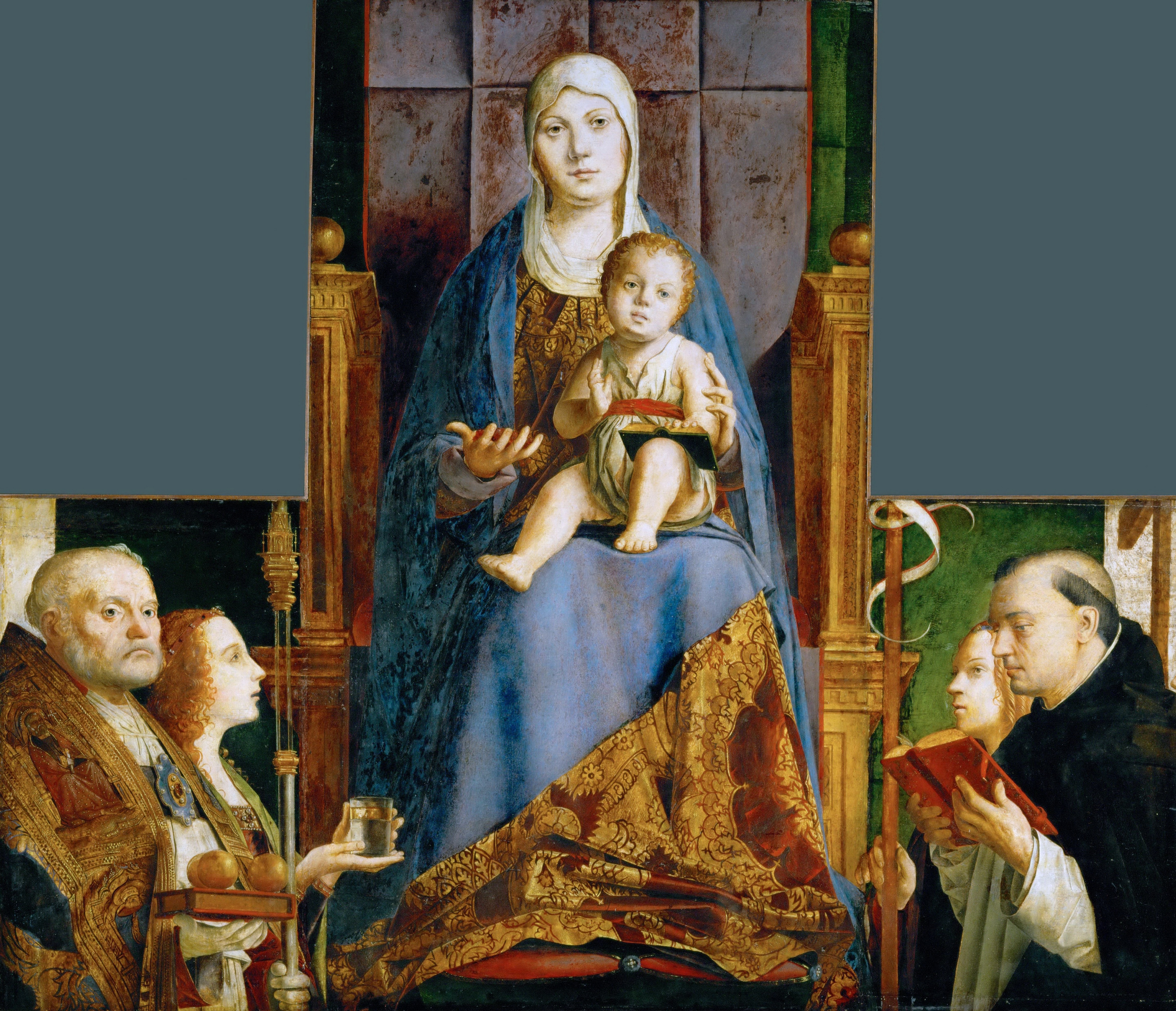
Pala de San Casiano, de Antonello da Messina, 1475-1476.
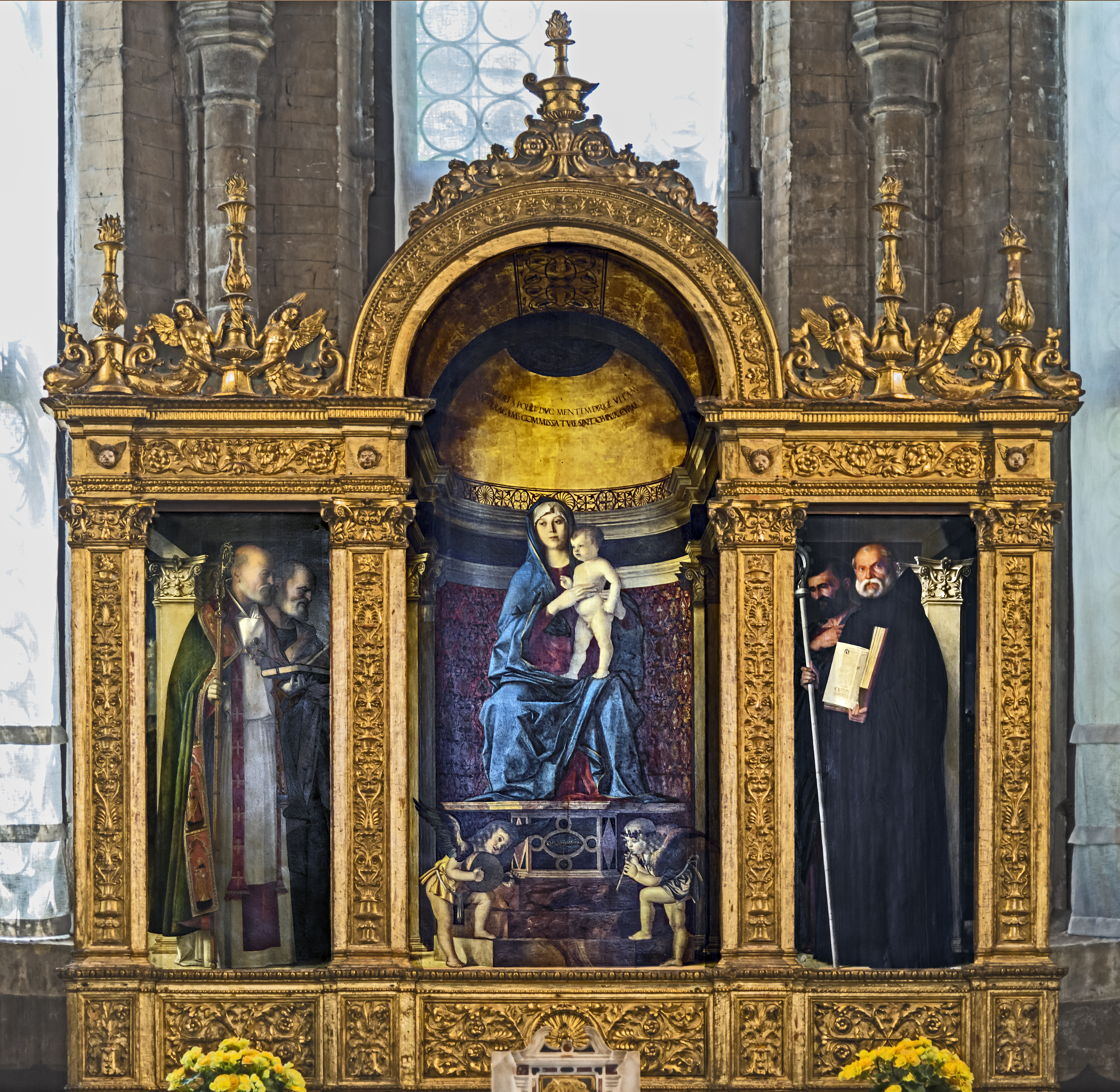
Tríptico Frari, de Giovanni Bellini, 1488.
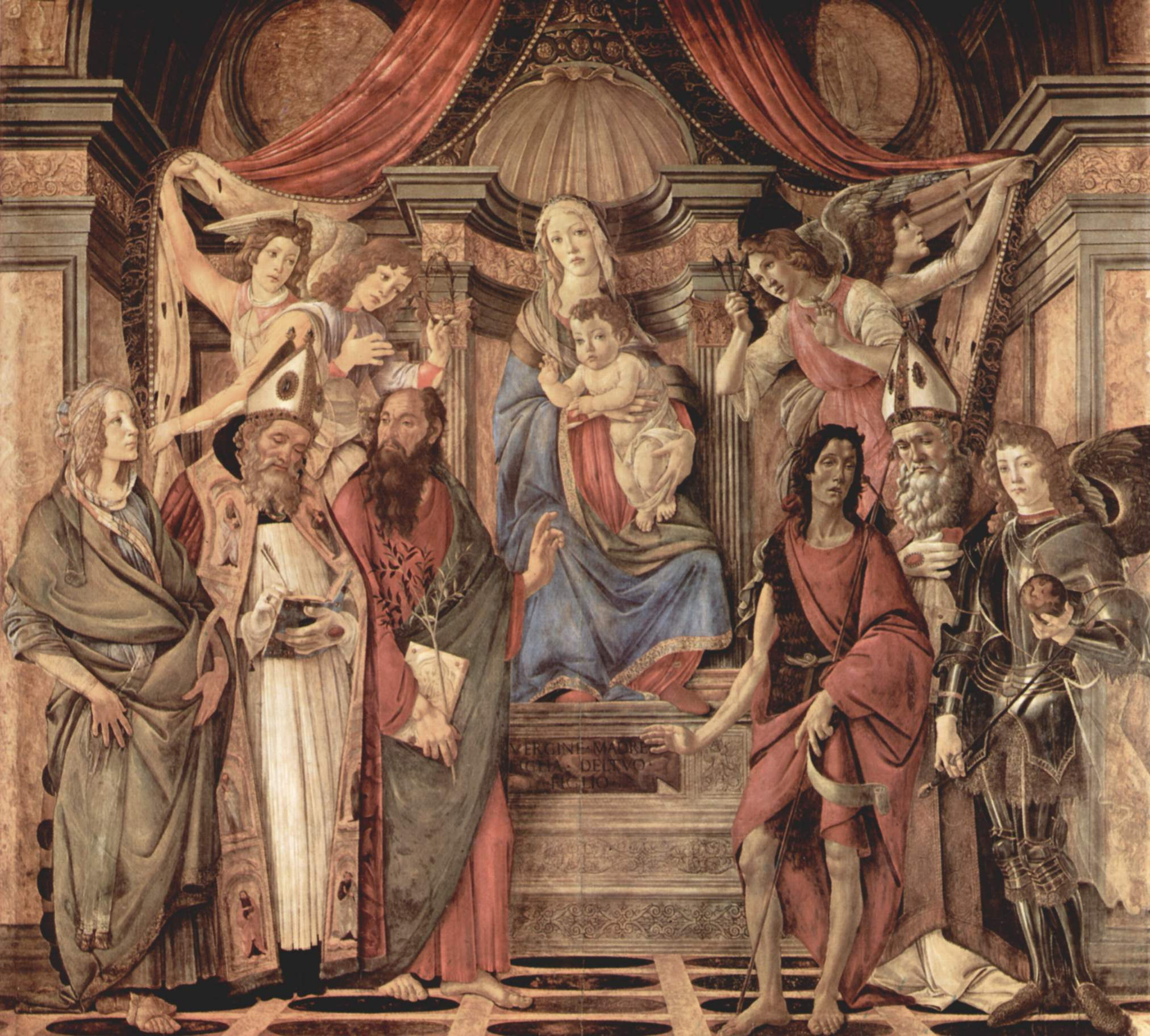
Pala de San Bernabé, de Sandro Botticelli, 1490.

Já no Cinquecento, o género continuou em uso pelos principais artistas, tanto do Alto Renascimento como do Maneirismo.

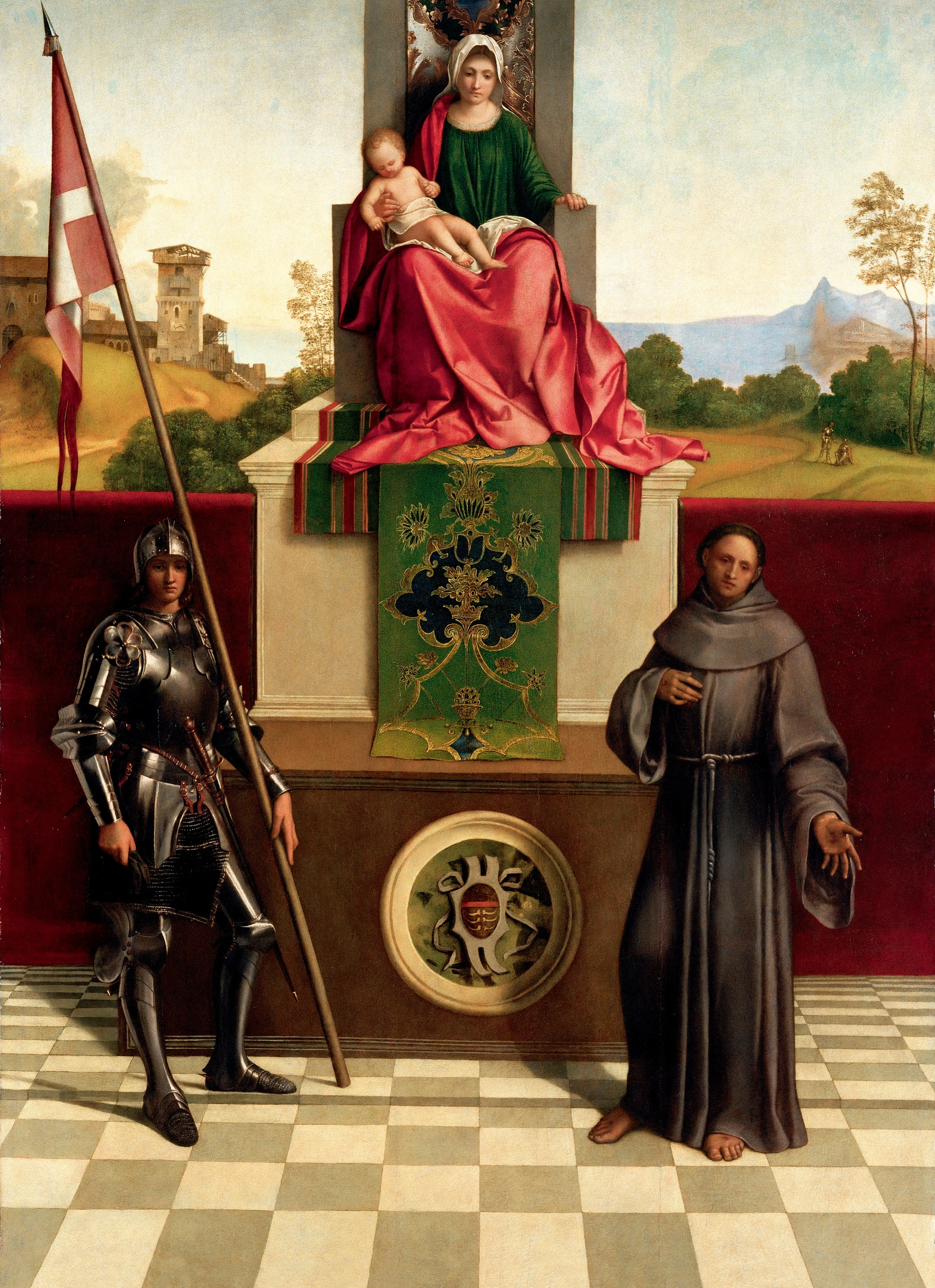
Pala di Castelfranco, de Giorgione, 1505.
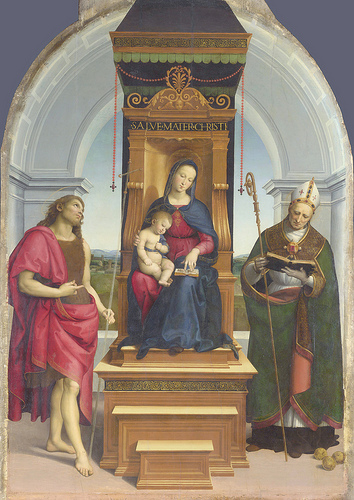
Pala Ansidei, de Rafael Sanzio, 1505. Do mesmo autor é a Virgem do peixe, 1513.
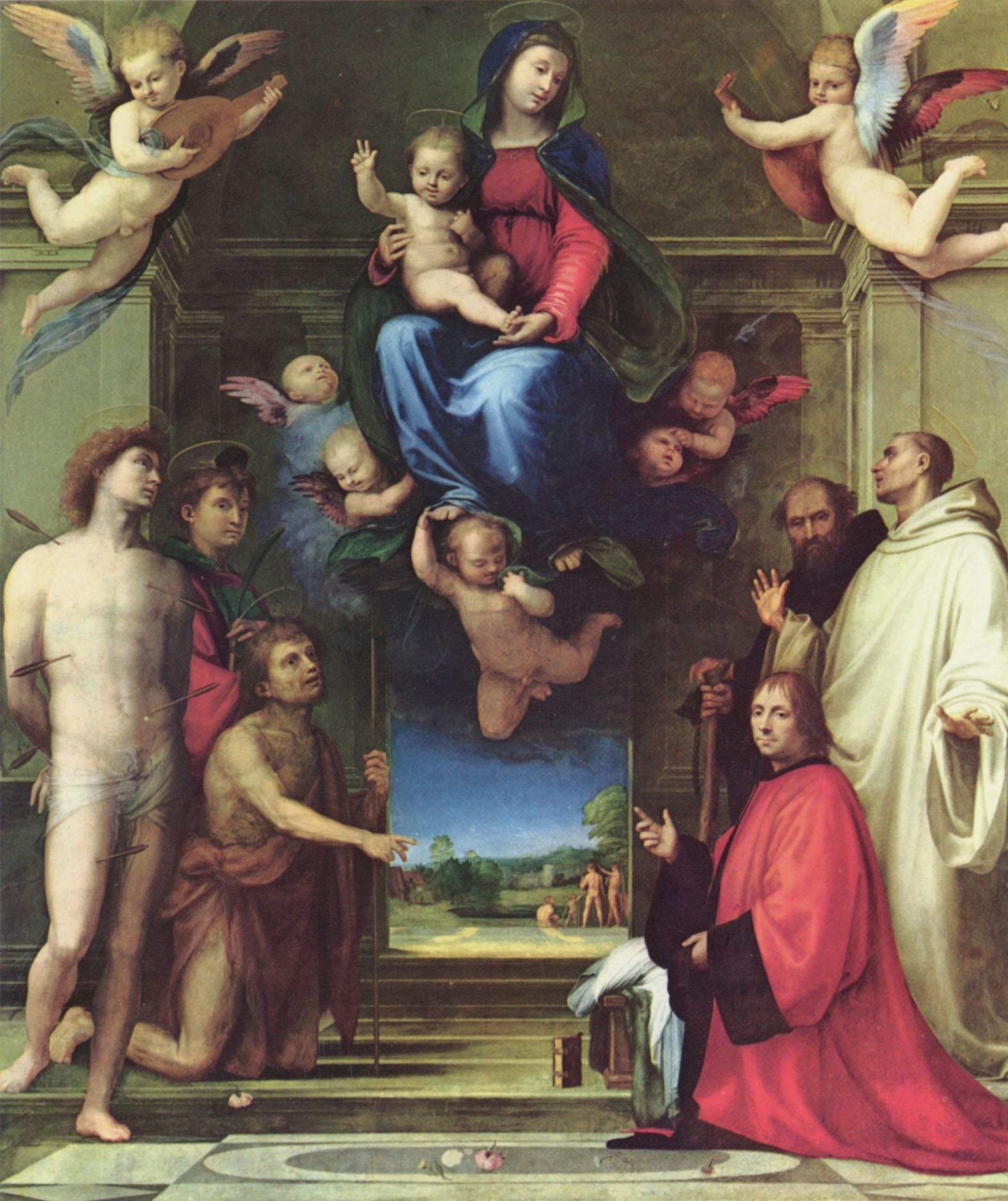
Madonna con santos e o doador Jean Carandollet, de Fra Bartolomeo, 1511-1512.
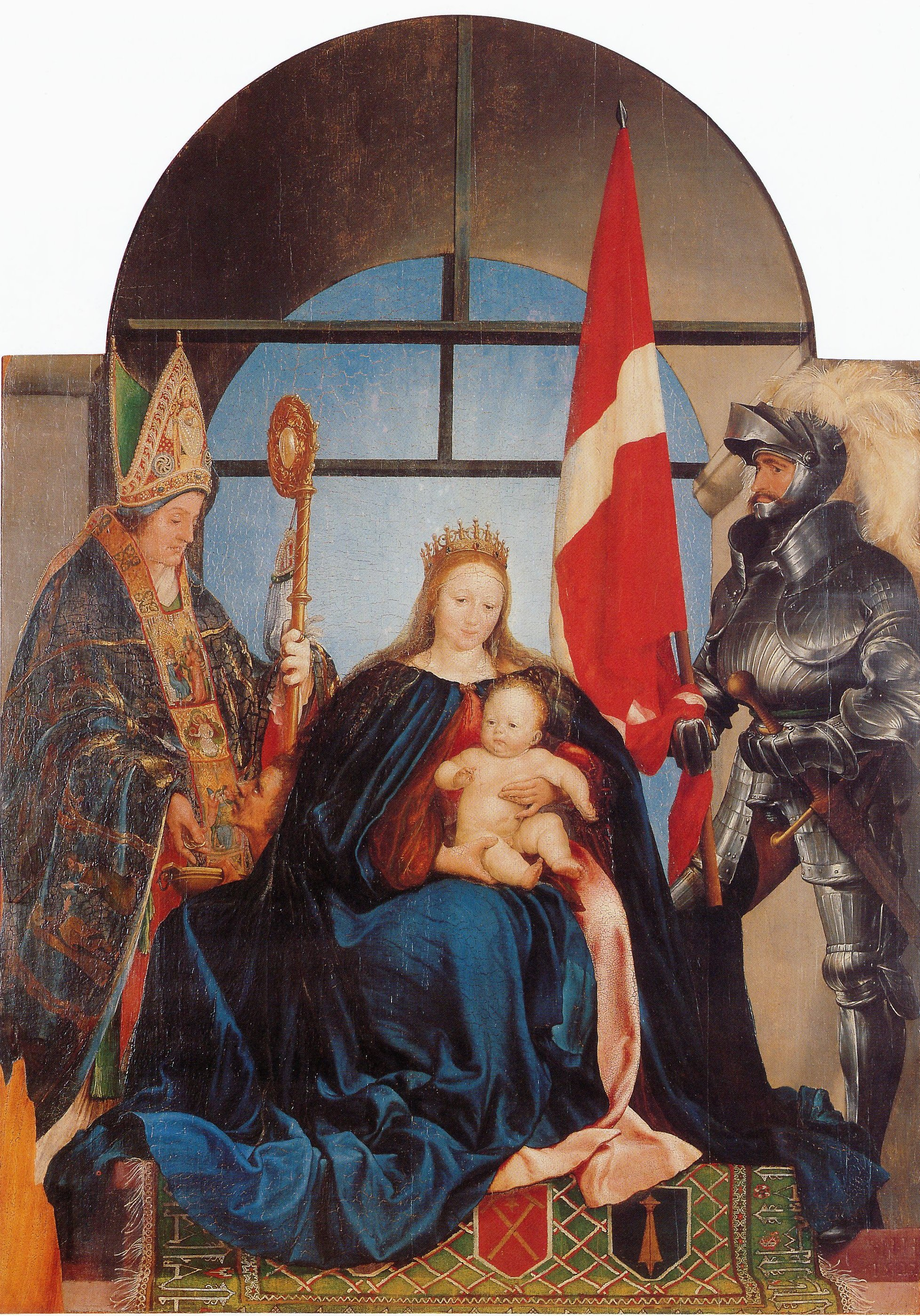
Madonna Solothurn, de Hans Holbein, o Jovem, 1522.
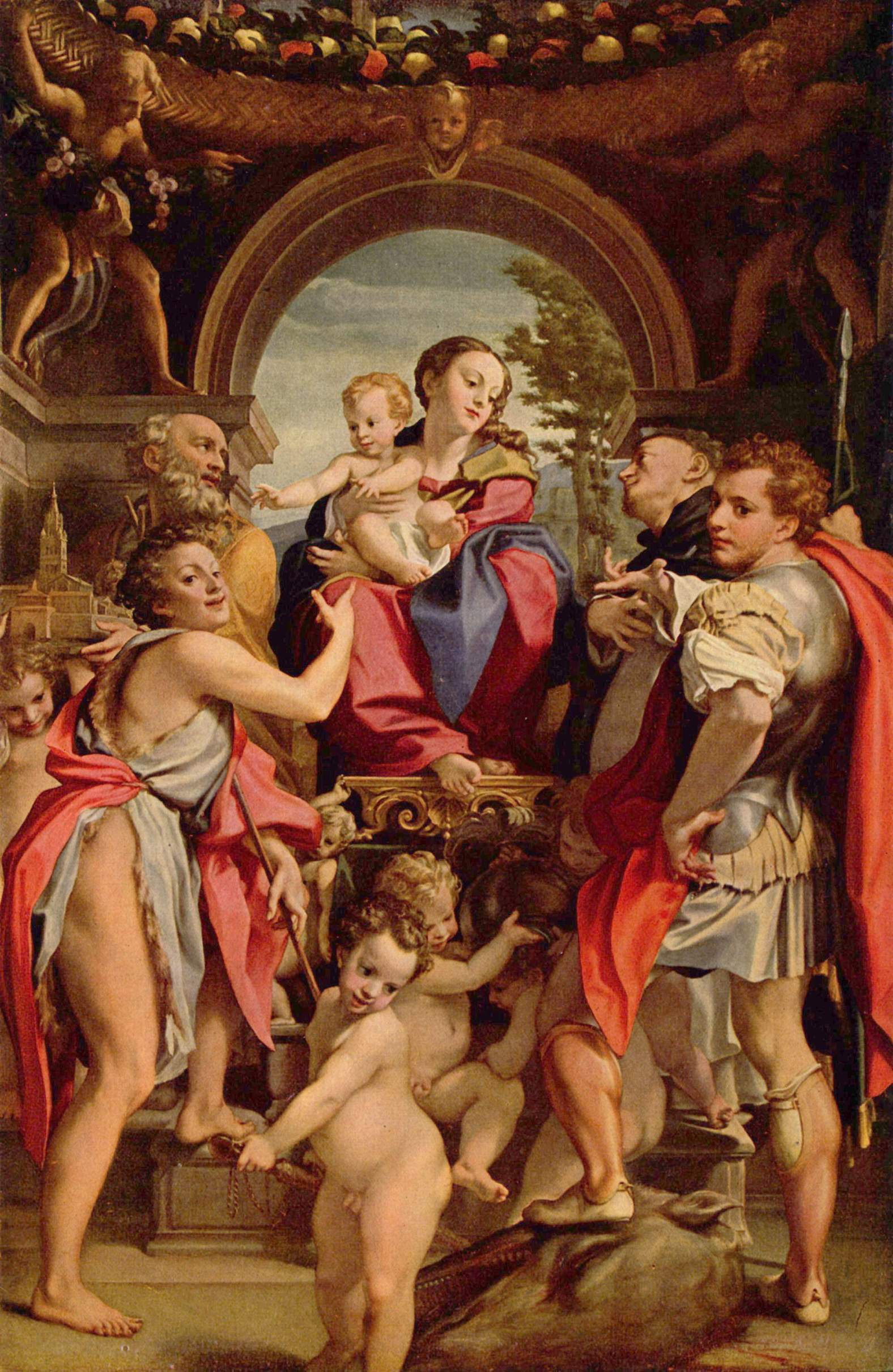
Madonna di San Giorgio, de Correggio, 1530.